# ماكس فيلوسو
ماكس فيلوسو هو لاعب كرة قدم سويسري في مركز الوسط، ولد في 27 مارس 1992 في Aboim da Nóbrega ‏ في البرتغال. شارك مع منتخب سويسرا تحت 20 سنة لكرة القدم ومنتخب سويسرا تحت 21 سنة لكرة القدم. أما مع النوادي، فقد لعب مع نادي بيل-بيين ونادي سيون ونادي فادوتس ونادي لوزان ونادي نوشاتل زاماكس.

## وصلات خارجية
- ماكس فيلوسو على موقع قاعدة بيانات كرة القدم.إي يو (الإنجليزية)
- ماكس فيلوسو على موقع Soccerway.com (الإنجليزية)